# Berufsverband der Fachärzte für Psychosomatische Medizin und Psychotherapie Deutschlands
Der Berufsverband der Fachärzte für Psychosomatische Medizin und Psychotherapie Deutschlands e.V. (BPM) ist eine Interessenvertretung  deutscher Fachärzte für Psychosomatische Medizin und Psychotherapie. Er wurde 1995 in Berlin gegründet.
Der Verband will die Zusammenarbeit zwischen Praxis, Klinik und Wissenschaft fördern. Er vertritt die Fachgruppe mit etwa 4000 Mitgliedern in  ökonomischen Interessen gegenüber Kostenträgern.
Der Verband ist Mitglied der Gemeinschaft Fachärztlicher Berufsverbände (GfB) und der Ständigen Konferenz ärztlich psychotherapeutischer Verbände (stäKo) sowie der Arbeitsgemeinschaft Psychosomatische Medizin und Psychotherapie. Der BPM beteiligt sich in der ärztlichen Selbstverwaltung und nimmt Einfluss auf die Rahmenbedingungen psychotherapeutischer und psychosomatischer Versorgung auf Länder- und Bundesebene.
Der Verband entwickelt zusammen mit der Deutschen Gesellschaft für Psychosomatische Medizin und Ärztliche Psychotherapie (DGPM) eine  Öffentlichkeitsarbeit, um die Psychosomatische Medizin zu etablieren. Der Verband führt im Rahmen seiner Jahrestagung jährlich einen wissenschaftlichen Kongress durch. Er betreut seine Mitglieder in betriebswirtschaftlichen und juristischen Fragen. Der Verband steht seinen Mitgliedern beratend zur Seite bei  rechtlichen Fragen zum Kassenarzt- und Standesrecht, Wirtschaftlichkeitsprüfungen, Honorierung und Arzneimittelregressen, Arbeitsverträgen und Weiterbildung.
Sitz des Verbandes ist Berlin. Vorsitzende ist Irmgard Pfaffinger aus München.